# Pseudostenophylax fimbriatofalcatus
Pseudostenophylax fimbriatofalcatus är en nattsländeart som beskrevs av Schmid 1991. Pseudostenophylax fimbriatofalcatus ingår i släktet Pseudostenophylax och familjen husmasknattsländor. Inga underarter finns listade i Catalogue of Life.